# 水浸坪乡
水浸坪乡，是中华人民共和国湖南省邵陽市武冈市下辖的一个乡镇级行政单位。

## 行政区划
水浸坪乡下辖以下地区：
永红村、隆兴村、小田村、峦山村、红朱村、石林村、三江村、桐木铺村、仁堂村、双虎村、水浸坪村、花桥村、贺东村、高霞村、大山村、黄菜村、德胜村、新凤村、金凤村、天鹅村、井塘村、白云村、竹山村和澄山村。